# سلول ژانت

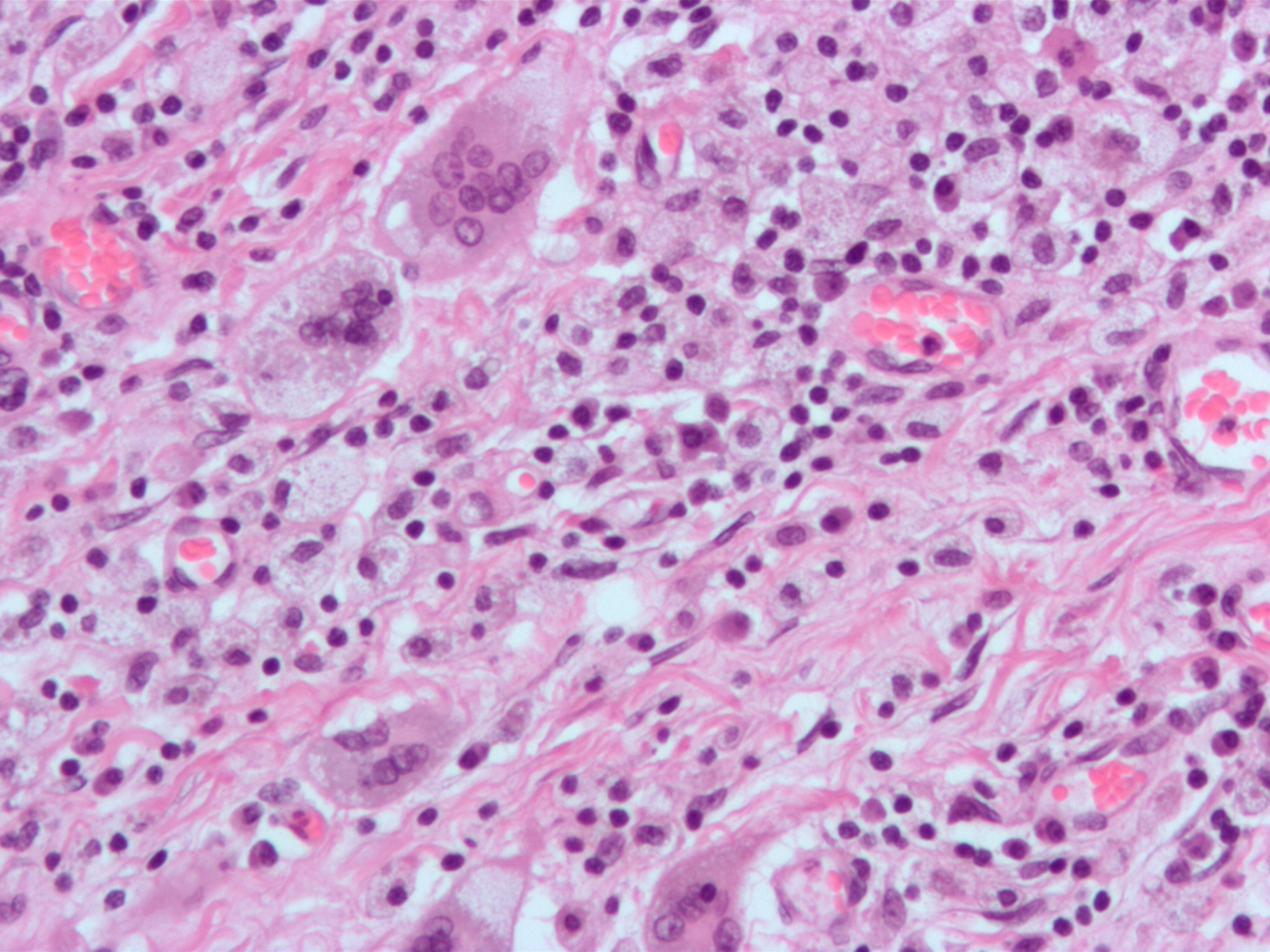
سلولهای غول پیکر چند هسته ای به دلیل عفونت. لکه هماتوکسیلین و ائوزین.

سلول ژانت یا غول‌یاخته (به انگلیسی: Giant Cell) توده‌ای است که از یگانگی چند سلول متمایز تشکیل شده باشد. این توده که بیشتر درشت‌خوارها آن را تشکیل می‌دهند، می‌تواند در پاسخ به یک عفونت مانند سل، ایدز، تبخال یا یک پیکره بیرونی باشد.
سلول ژانت‌هایی که چندهسته‌ای هستند (اختصاری MGC) از چسبیدن خطی مونوسیت‌ها و درشت‌خوارها (ماکروفاژها) حاصل می‌گردند.
نورویش بدخیم سلول‌های پوششی را که از سلول ژانت‌ها تشکیل شده است، پوش‌چنگار سلول ژانت‌ای (giant cell carcinoma) می‌گویند.

## نگارخانه

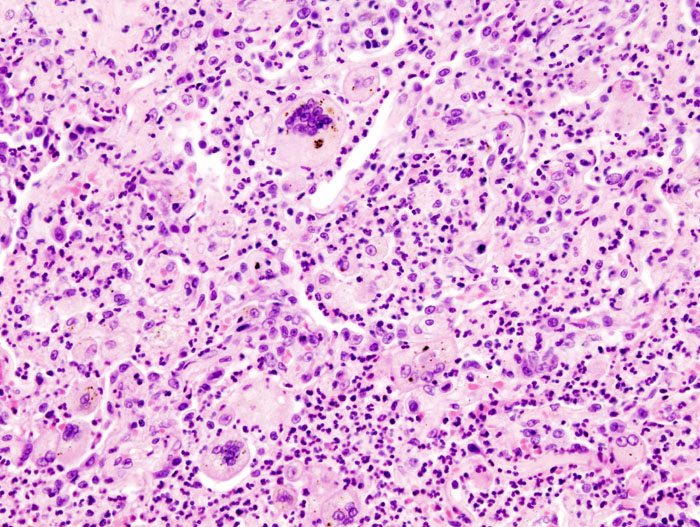
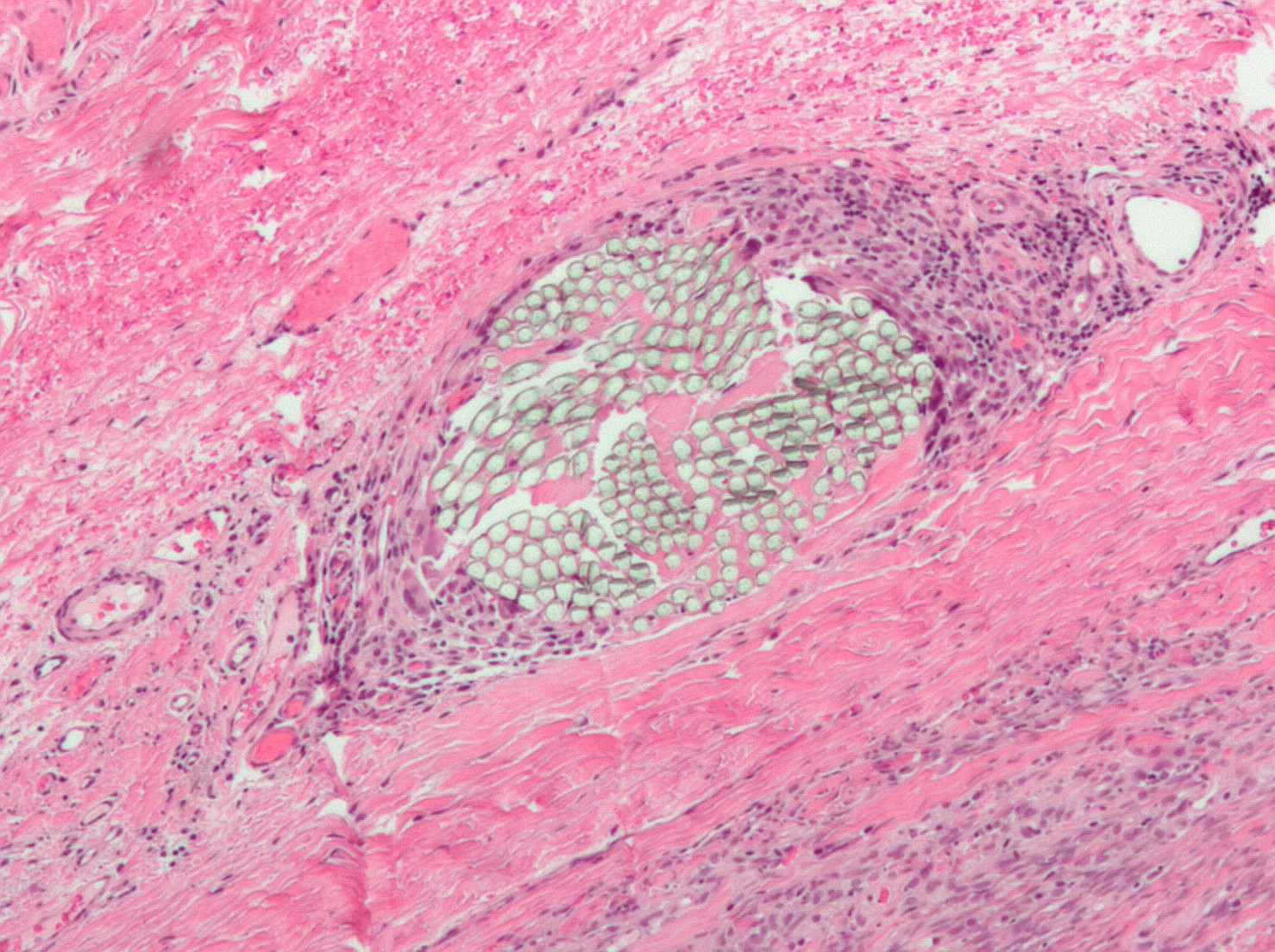
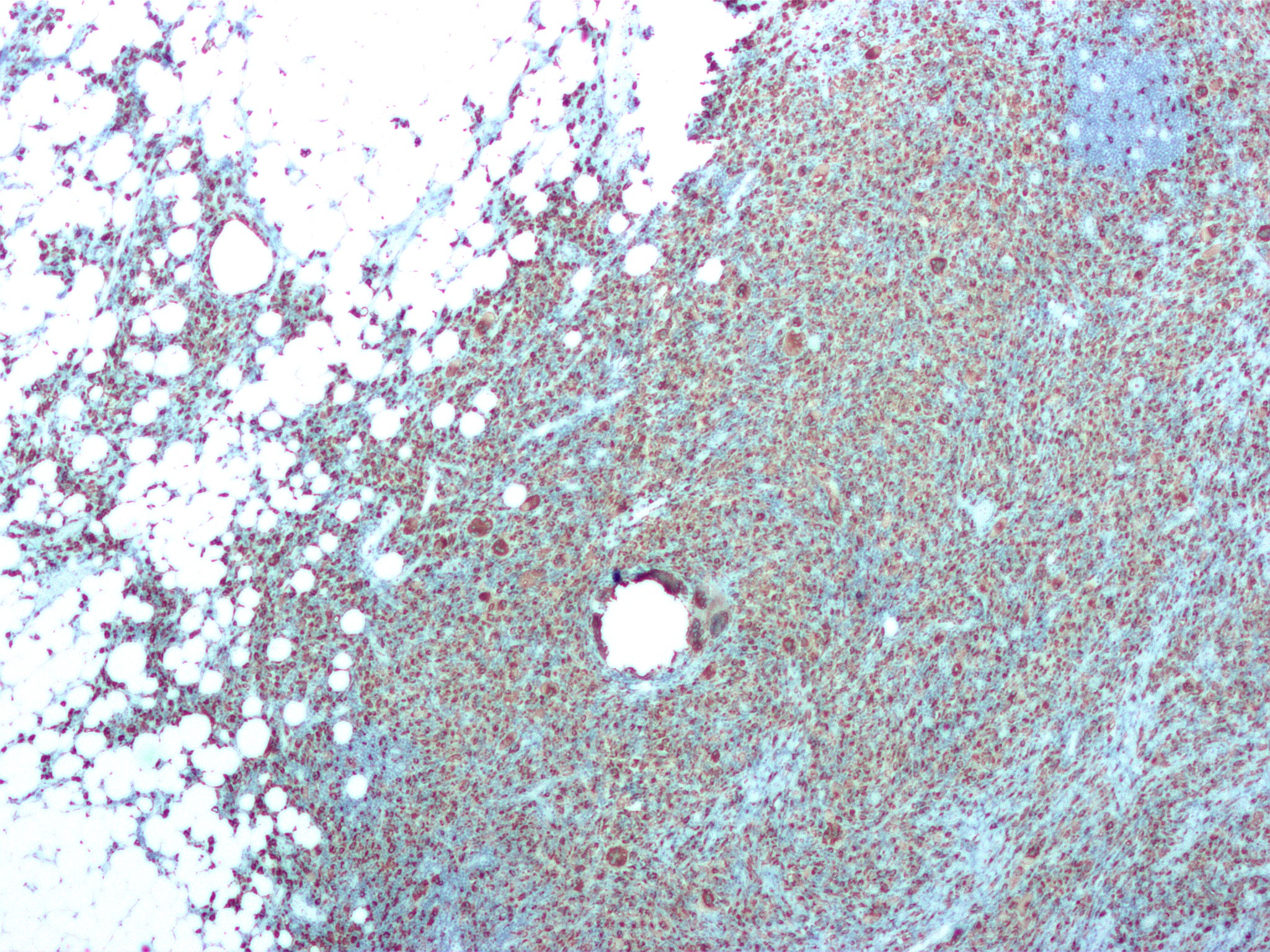

## گونه‌ها
- سلول ژانت پیکره بیرونی
- آرتریت سلول ژانت‌
- سلول ژانت لانگهان
- سلول ژانت توتون